# Cameraria walsinghami
Cameraria walsinghami là một loài bướm đêm thuộc họ Gracillariidae. Nó được tìm thấy ở Hoa Kỳ (California).
Chiều dài cánh trước là 4.5-5.5 mm.
Ấu trùng ăn Lithocarpus densiflorus var. echinoides. Chúng ăn lá nơi chúng làm tổ.